# Sphagnum simplicicaulis
Sphagnum simplicicaulis är en bladmossart som beskrevs av H. Crum 1990. Sphagnum simplicicaulis ingår i släktet vitmossor, och familjen Sphagnaceae. Inga underarter finns listade i Catalogue of Life.